# Natuurtijdschriften
Natuurtijdschriften is een website met gratis toegankelijke artikelen uit tijdschriften over de Nederlandse natuur. De website werd in 2014 gelanceerd en is ontwikkeld en beheerd door Naturalis Biodiversity Center.
Aan de website dragen meer dan 30 partnerorganisaties bij die samen meer dan 80 verschillende tijdschriften uitgeven. Het gaat om populairwetenschappelijke tijdschriften die bijdragen aan de wetenschappelijke kennis over de Nederlandse natuur. De website herbergt meer dan 85.000 artikelen over de Nederlandse biodiversiteit en geodiversiteit.
Aangesloten organisaties zijn onder andere:
1. Bryologische en Lichenologische Werkgroep
2. De Levende Natuur
3. De Vlinderstichting
4. EIS Kenniscentrum Insecten en andere ongewervelden
5. FLORON
6. KNNV Vereniging voor veldbiologie
7. Album der Natuur
8. Naturalis Biodiversity center
9. Koninklijke Nederlandse Botanische Vereniging
10. Natuurhistorisch Genootschap Limburg
11. Natuurhistorisch Museum Rotterdam
12. Nederlandse Entomologische Vereniging
13. Nederlandse Geologische Vereniging
14. Nederlandse Malacologische Vereniging
15. Plantensociologische Kring Nederland
16. RAVON
17. Stichting Geologische Aktiviteiten
18. Stichting het Vogeljaar
19. Vogeltrekstation
20. Werkgroep Pleistocene Zoogdieren
21. Werkgroep voor Tertiaire en Kwartaire Geologie
22. Zoogdiervereniging